# カーティス・アクセル
カーティス・アクセル（Curtis Axel、1979年10月1日 - ）は、アメリカ合衆国のプロレスラー。ミネソタ州チャンプリン出身。WWEに所属していた。
本名はジョセフ・カーティス・"ジョー"・ヘニング（Joseph Curtis "Joe" Hennig）。祖父はAWAなどで活躍したラリー・ヘニング。父はミスター・パーフェクトことカート・ヘニング。

## 来歴
2007年3月、WWEのホール・オブ・フェイムにて、父である故カート・ヘニングの殿堂入りセレモニーに家族と共に出席。7月に祖父・ラリーのタッグパートナーであったハーリー・レイスが主宰するWLW（World League Wrestling）にて、本名名義でプロレスラーデビュー。10月にはSmackDown!にジョバーとして登場。スティーブ・フェンダーとタッグを組み、ジェシー & フェスタスに敗れた。
2008年、WWEとディペロップメント契約。傘下団体であるFCWにてデビュー。9月にはセバスティン・スレイターとタッグチームを組んで、ギャビン・スピアーズ & ニック・ネメスからFCWフロリダタッグチーム王座を奪取した。タッグ王座陥落後はミラーとタッグを解消し、シングルに転向。11月にFCWフロリダヘビー級王座の保持者であったシェイマス・オショネシーとタイトルマッチを行うが敗戦。12月には4ウェイ形式でのタイトルマッチでも奪取に失敗してしまった。
2009年、2月に保持者であるエリック・エスコバーとタイトルマッチを行って勝利し、王座を奪取。4月に重症を負ってしまい、王座を返還することとなった。6月にリングに復帰、しばらくトレーニングと前座での出場が続いたが、2010年1月にテッド・デビアスの三男であるブレット・デビアスとタッグチーム、フォーチュネイト・サンズ（The Fortunate Sons）を結成。ケイレン・クロフト & トレント・バレッタから二度目となるFCWフロリダタッグチーム王座を奪取した。王座陥落後、3月にデビアスと仲間割れを起こし、タッグを解消して抗争。4月に決着戦を行い勝利した。
6月、NXTのシーズン2にルーキーとして参加。リングネームをマイケル・マクギリカティ（Michael McGillicutty）に変更し、コフィ・キングストンをプロに迎え、準優勝を果たした。NXTシーズン2が終了してからはFCWに戻り、7月に同じNXTシーズン2の卒業生であるカヴァルとタッグを組んでフニコ & エピコから三度目となるFCWフロリダタッグチーム王座を奪取。しかし、ヘニングがカヴァルを裏切ったため一日で王座陥落となった。
10月にWWEのPPVであるヘル・イン・ア・セルにてジョン・シナのネクサス入りかネクサス解散が賭けられたウェイド・バレット対シナ戦で、同じNXTシーズン2の卒業生であるハスキー・ハリスと介入し、バレットの勝利に貢献、シナをネクサス入りさせた。以後、ハリスと共にネクサスのメンバー入りとなった。
2011年2月28日のRAWにてランディ・オートンにパントキックを決められ長期欠場となる（実質はFCWでの再調整が理由である）。4月18日のRAWでパンク vs オートン戦に乱入し、オートンを袋叩きにして復帰。5月23日のRAWでデビッド・オタンガとともにケイン & ビッグ・ショー組を破ってWWEタッグ王座を獲得した。後にネクサスは消滅したが、オタンガとのタッグは継続。しかし、8月22日のRAWでコフィ・キングストン & エヴァン・ボーン組に敗れて王座から陥落した。さらにオタンガがジョン・ロウリネイティスの参謀役となったためタッグを解消し、シングルに転向。Superstarsでアレックス・ライリーと抗争し、NXTではタイソン・キッドと抗争。
2012年5月、新生NXTで引き続き出場。NXT王座の初代王者を決めるゴールドラッシュ・トーナメントでは準決勝まで進出。8月15日にはNXT王者であるセス・ロリンズの初の防衛戦の相手を務め、ジョニー・カーティスとタッグを組んでWWEタッグ王者であるチーム・ヘル・ノーと対戦する（カーティスのシーズン4優勝の特典）が、いずれも敗戦している。また、コロン・カズンズ（プリモ & エピコ）に襲撃されそうになったボー・ダラスを助け、ベビーターンしたと思われたが、初代NXTタッグ王座トーナメントの準決勝で敗戦。以降は再びヒールとして活動。

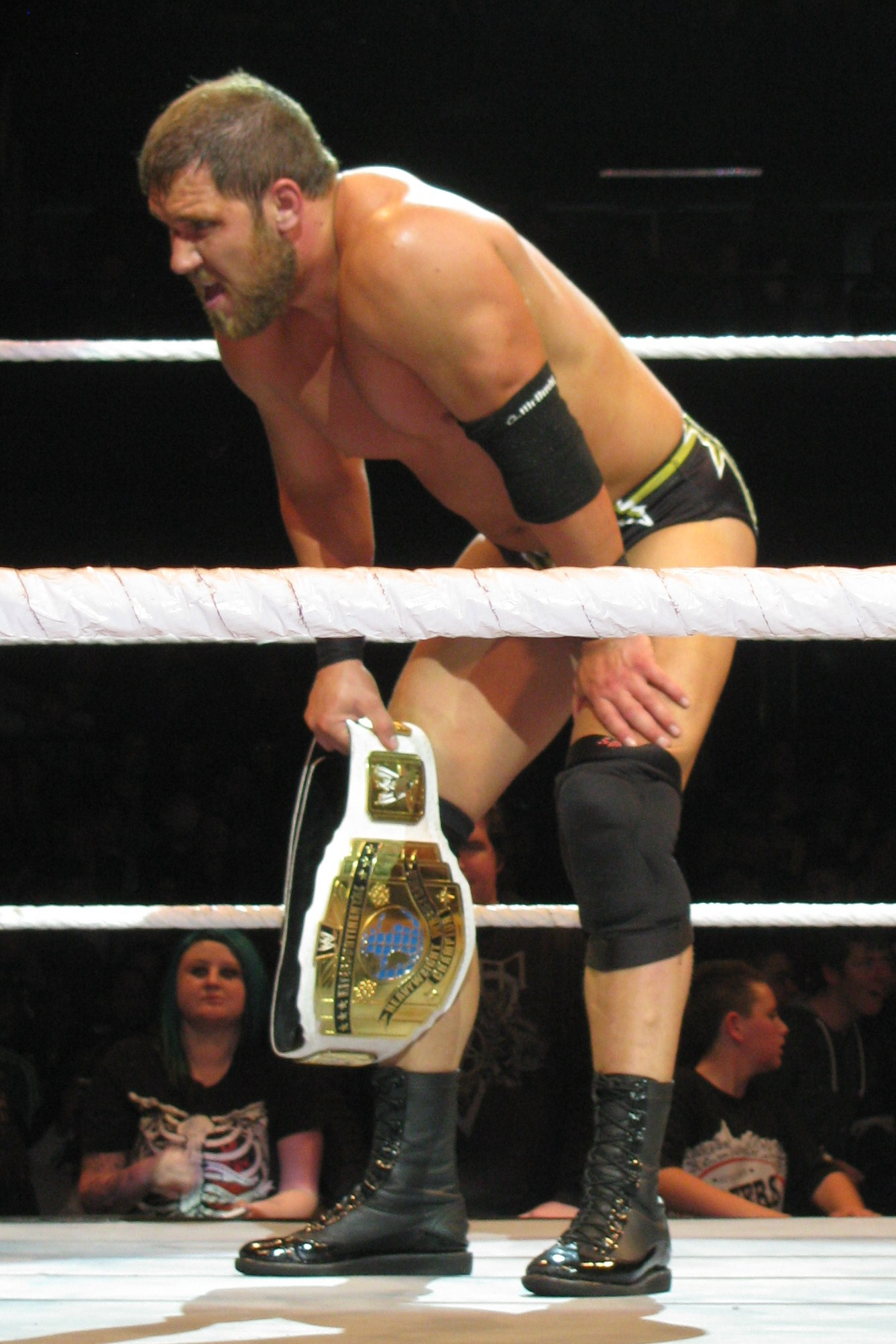
2013年、IC王者時代

2013年、5月20日のRAWにてポール・ヘイマンが有望なレスラーを売り込むポール・ヘイマンズ・ガイの一人としてカーティス・アクセル（Curtis Axel）のリングネームで登場。メインイベントにてトリプルHと対戦するが、トリプルHが試合途中に突如体力を切らして（先のブロック・レスナー戦のダメージによるもの）試合を続行することが不可能になったためカウントアウト勝ちとなる。続く5月24日のSmackDownではシン・カラから勝利し、さらに30日のRAWではジョン・シナを相手に戦い、ライバックの奇襲に助けられてまたもカウントアウト勝ちした。6月10日、RAWにてトリプルHと対戦するがゴングが鳴った直後にビンス・マクマホンが登場してカーティスの勝利を宣告。トリプルHは怒ってレフェリーに再開させるよう指示するがまたもビンスが介入して試合は不成立となった。また、同月7日、IC王座に挑戦する予定であったファンダンゴが脳震盪を起こしたため欠場することと、その代理で出場することが発表された。そして6月16日のPPV、Payback 2013のIC王座争奪トリプルスレット戦にて王者のウェイド・バレット、ザ・ミズと試合を行い、バレットに4の字固めを仕掛けたミズの意表をついてバレットをカバーして勝利。IC王座を奪取した。
以降、IC王座を守りつつ、CMパンクと抗争するポール・ヘイマンから期待の逸材と称されてポール・ヘイマンズ・ガイ（Paul Heyman`s guy）として登場。ライバックとも共闘して、CMパンクと抗争を繰り広げたが、最終的には敗れる。11月11日のRAWにてヘイマンを見限り、ライバックとのタッグチーム、ライバクセル（RybAxel）を結成して活動。同月18日、RAWにてビッグ・E・ラングストンに敗れIC王座を陥落。この一件によりラングストンとIC王座を巡って抗争するも奪取することができなかった。12月15日、TLC 2013のフェイタル4ウェイタッグマッチにおけるWWEタッグ王座戦にライバックと組んで参加するもベルトを奪取するに至らなかった。
2014年5月、WWEタッグ王者チームのウーソズからノンタイトルマッチながらも勝利する活躍を見せるもベルトを奪取するに至らず、8月にライバックが負傷欠場した事によりタッグは自然解消すると同時に出場機会を失う。10月にライバックが復帰した際にはSuperstarsにて友好関係は良好であったもののライバックがシングル戦線で活躍している為にタッグ復活とはならなかった。アクセル自身は引き続きSuperstarsを中心に出場。
2015年1月8日、NXTにてイタミ・ヒデオと対戦するが敗戦。同月25日、Royal Rumble 2015のロイヤルランブルマッチにて入場時にエリック・ローワンに襲撃されてしまい出番のないまま試合を終える。しかし、それを逆手に取って「未だ敗退していない。」と主張をし続けるが敗戦を続け、後にハルク・ホーガンをオマージュしたアクセルマニアなるギミックへと変更。5月にはランディ・サベージのオマージュギミックであるマッチョ・マンドウへと変更したダミアン・サンドウとタッグチーム、メガ・パワーズを結成した。
2016年1月4日、RAWにてヒース・スレイター vs ドルフ・ジグラーとの対戦の際にスレイターのセコンドとしてアダム・ローズ、ボー・ダラスと共にソーシャル･アウトキャスト（Social Outcasts）なるユニットを結成して登場。終盤にジグラーのスーパーキックを浴びて窮地に陥ったスレイターをサポートするためにローズとダラスで介入し、隙の出来たジグラーに対してスレイターが丸め込んで勝利。同月13日、ユニットの結成経緯に関して4名全員が元王者であり才能を持ち合わせているのに長期間まともな扱いを受けなかったという共通点があったとインタビューで答えた。2月21日、Fastlane 2016にてRトゥルースと対戦。セコンドのスレイター、ローズ、ボーが介入するだけでなくリングの周囲を走り回るなど試合の空気をおかしくする一方でRトゥルースのサポートにバックステージから駆けつけたゴールダストによりセコンドの3人が襲撃がされるがローズがゴールダストによりリング内へ放り込まれた際にトゥルースの邪魔となり、背後を向いたところへ丸め込み勝利した。
2018年7月15日、Extreme Rules 2018にてWWEロウ・タッグ王座を保持するデリーターズ・オブ・ワールズ（マット・ハーディー & ブレイ・ワイアット）にボーと組んで挑戦。序盤よりマットを捕えて集中攻撃を続けるが、マットとタッチしたワイアットより攻められ窮地に陥る。終盤に4人で揉め合っていたところに自身とワイアットが場外に落ち、最後にボーがマットへローリング・ザ・ダイスを決めて勝利。ベルトを奪取した。
2020年4月30日、WWEとの契約が解除された。

## その他
- リングネームであるカーティス・アクセルの由来としてファーストネームのカーティスは父カートと自身のミドルネームから、ラストネームのアクセルは祖父ラリーのニックネームであるジ・アックス（The Axe）から、と家族関係からあやかっている。

## 得意技
アックス・ホール
カーティス・アクセルになってからのフィニッシャー。ハングマンズ・フェイスバスター。
ショルダー・ネックブリーカーの形で背中越しに相手の頭部を右肩に載せて両手で固定し、そこから勢いを付けて体をひねりながら前方に倒れ込むことで相手を反転させながら顔面をマットに叩き付ける変形フェイスバスター。旧名アクセライザー。
パーフェクト・プレックス
父カートの得意技として知られる。FCW時代はヘニング・プレックスとして使用し、マイケル・マクギリカティ時代はターニング・ヘッズへの繋ぎ技として使用。リングネームをカーティス・アクセルへと変更した当初はフィニッシャーとして使用していたが、再び繋ぎ技になっている。
ターニング・ヘッズ
変形ランニング・ネックブリーカー・ドロップ。マイケル・マクギリカティ時代はマクギリ・カッターという技名であった。
前傾姿勢の相手に対し、走り込んで右腕を下から首元に巻き付け、自らの体を捻りながら相手を半回転させて後頭部からマットに叩きつける変形ランニング・ネックブリーカー・ドロップ。主に繋ぎ技として愛用。
スライディング・クローズライン
ローリング・ネック・スナップ

## 獲得タイトル
WWE
- IC王座 : 1回

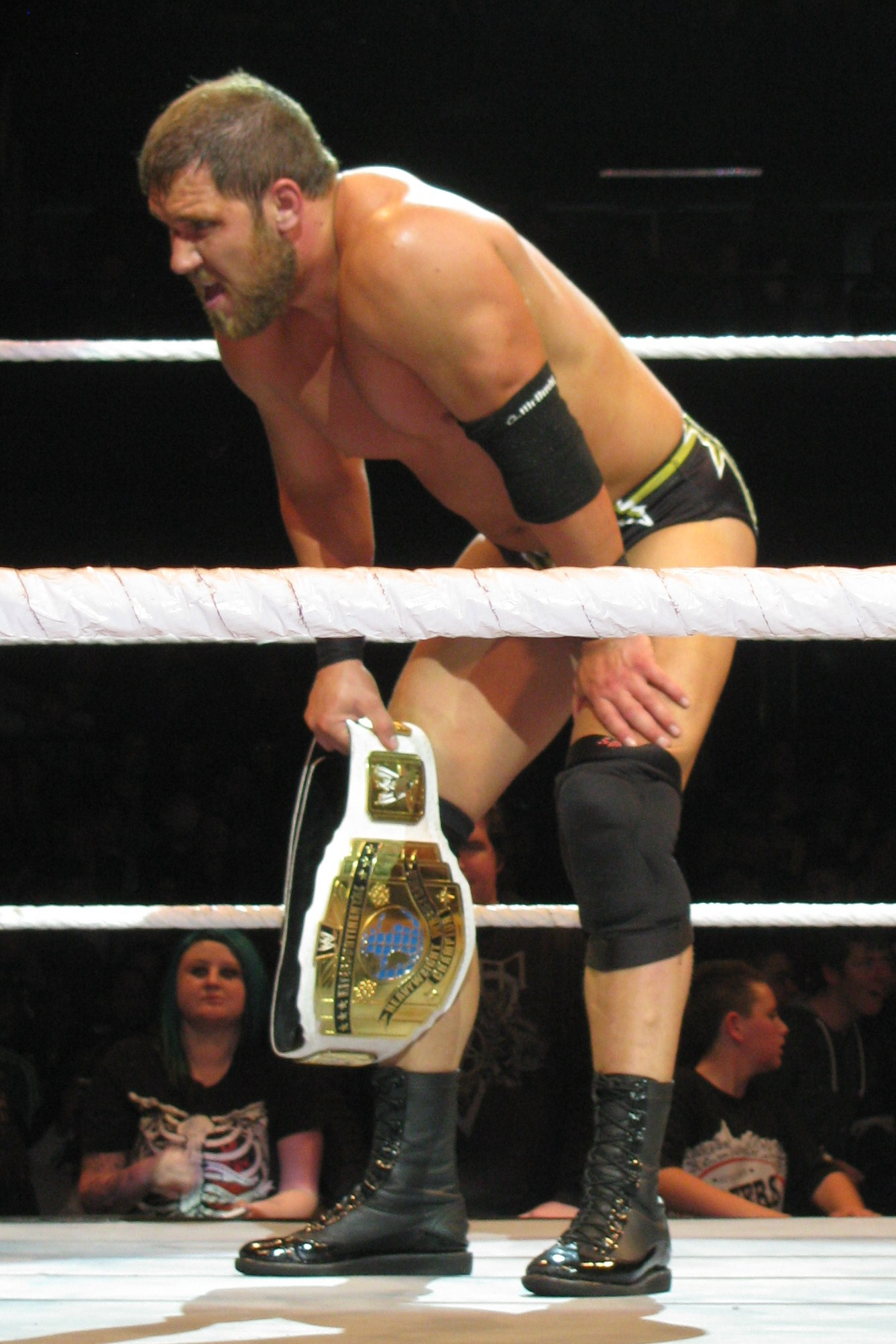
IC王座

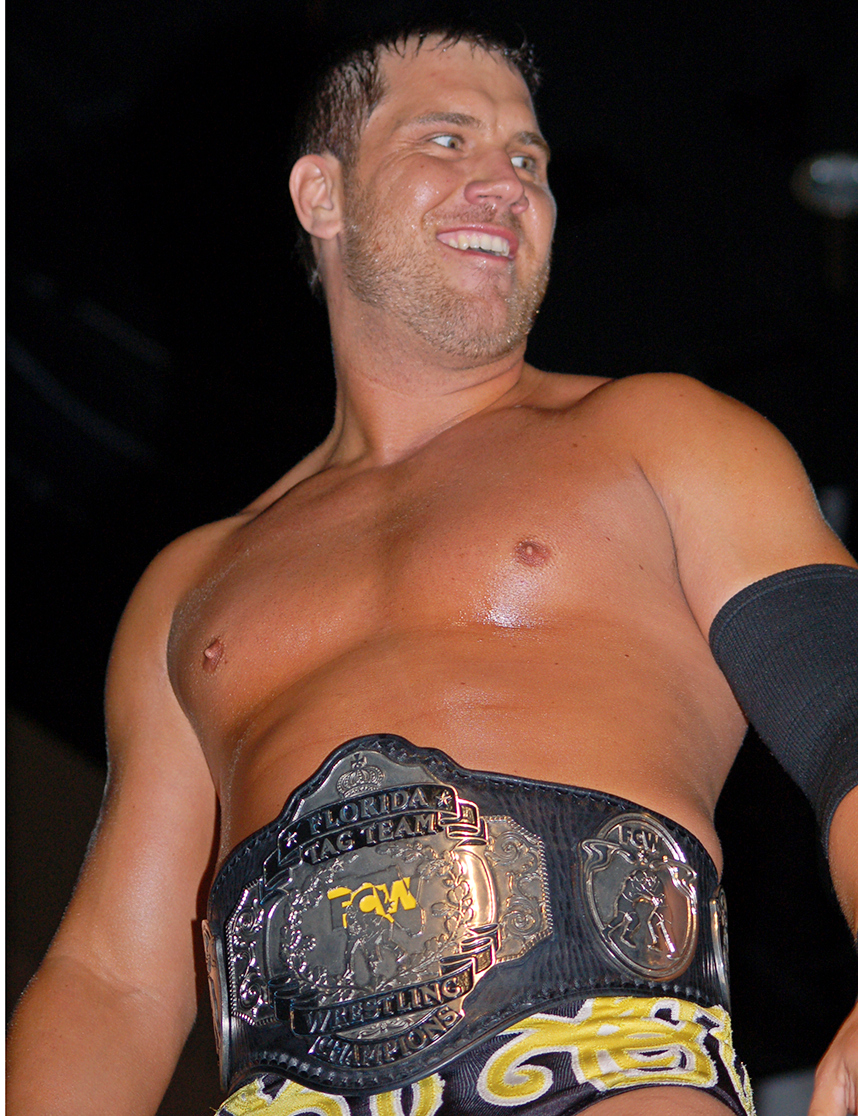
2010年、FCWフロリダタッグ王者時代

- WWEタッグ王座 / WWEロウタッグ王座 : 2回

w / デビッド・オタンガ
w / ボー・ダラス
FCW
- FCWフロリダヘビー級王座 : 1回
- FCWフロリダタッグチーム王座 : 3回

w / セバスチャン・スレイター
w / ブレット・デビアス
w / カヴァル

## 入場曲
- Gasoline Upcharge
- Shut Up
- Attitude
- In For The Count
- In For The Count (Perfect Twist Mix)
- S.O.S
- We Are One (12 Stones)
- This Fire Burns
- Death Blow
- All About The Power
- And The Horse He Rode In On
- Reborn - 現在使用中。
- Meat on the Perfect Table - ライバックとのタッグで使用。
- Real American
- More Than One Man
- Outcast
- I Came to Play
- Battlescars
- Go, Go, Go - 現在使用中